# Combustible sintético

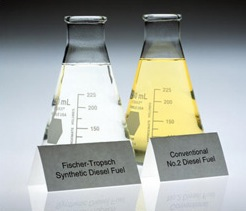
Comparación de combustible sintético y convencional. El sintético es extremadamente claro, debido a la ausencia casi total de sulfuros y aromas

Se conoce como combustible o carburante sintético a la gasolina, el queroseno y el gasóleo obtenidos mediante procesos termoquímicos a partir de carbón, de gas natural o de biomasa. Fue inventado por el científico alemán ganador del premio Nobel Friedrich Bergius en 1927. Por extensión, también puede usarse para otros productos combustibles (por ejemplo metanol, dimetiléter o butano) y para otros tipos de materias primas «no convencionales», como por ejemplo las arenas bituminosas o los residuos plásticos.

## Producción
Los tres principales procesos de producción de combustibles sintéticos son:
- Licuefacción directa del carbón.
- Producción de gas de síntesis (CO + H2) seguida de síntesis Fischer-Tropsch.
- Producción de gas de síntesis seguida de síntesis de metanol y a continuación transformación del metanol en gasolina y/o gasóleo.

Según que la materia prima sea carbón, gas natural o biomasa, se suele hablar de procesos y productos CTL (del inglés "Coal-to-Liquids" o sea "carbón a líquido"), GTL ("Gas-to-Liquids" o "gas a líquido") o BTL ("Biomass-to-Liquids" o "biomasa a líquido") respectivamente. Los combustibles sintéticos obtenidos de la biomasa suelen llamarse también biocombustibles,  bien este término se presta a confusión porque incluye tanto al BTL como al bioetanol y el biodiésel, los cuales son obtenidos mediante fermentación, un proceso sustancialmente diferente de la transformación termoquímica utilizada para el BTL.

## Historia

### España
Durante la década de 1930 en España se realizaron algunos avances en esta materia. La Sociedad Minera y Metalúrgica de Peñarroya (SMMP), una empresa de capital francés, llegó a producir petróleo de forma sintética a través de la destilación de pizarras bituminosas en una planta situada en Puertollano. Con una producción anual de 8.700 toneladas de petróleo, la SMMP llegó a obtener en su momento unos cuatro millones de litros de gasolina, 400.000 litros de lubricantes y unas 1.300 toneladas de asfaltos. Destaca también el caso del científico Rafael Suñén, que investigó en Francia y en Zaragoza adaptaciones a las materias primas disponibles en España. Suñén, sin embargo, desapareció tras el estallido de la Guerra Civil y su proyecto terminó cayendo en saco roto.
A comienzos de la década de 1940, ante las graves carencias energéticas que atravesaba España, en el seno del régimen franquista se planteó la posibilidad de producir petróleo sintético. Bajo iniciativa del Instituto Nacional de Industria, en noviembre de 1942 se creó la Empresa Nacional Calvo Sotelo (ENCASO) para producir carburantes y lubricantes. El plan tomaba como base la experiencia de la Alemania nazi en este campo, contándose también con la asistencia de la tecnología germana para el desarrollo del proyecto español. Sin embargo, las dificultades económicas que arrastraba España y la derrota alemana en la Segunda Guerra Mundial lastraron el desarrollo del proyecto. Aquella situación forzó que se abandonara la idea de obtener petróleo a través de lignito, apostándose por la producción de lubricantes a través del destilado de pizarras bituminosas. Se levantó una planta de destilería en Puertollano que empezaría a funcionar en 1956. ENCASO comercializó una marca de lubricantes propia y con los años también elaboró olefinas en Puertollano. La producción se mantuvo en activo durante varios años, hasta 1966, si bien esta actividad nunca llegaría a ser económicamente rentable.